# Кастер Семеня
Мокгади Кастер Семеня (на северен сото: Mokgadi Caster Semenya) е южноафриканска бегачка и футболистка.
Родена е на 7 януари 1991 година в Питерсбург в семейство от етническата група педи.
От ранна възраст тренира футбол, а след това и бягане на средни разстояния. Печели златни медали в бягането на 800 метра на световните първенства през 2009 и 2017 година и на Олимпиадата през 2016 година, а след дисквалификацията на Мария Савинова за употреба на допинг са и присъдени и златните медали от световното първенство през 2011 година и Олимпиадата през 2012 година.
Семеня е интерсексуална, с XY хромозоми и естествено високо ниво на тестостерон, което предизвиква спорове за участието ѝ в състезания за жени. През 2019 година Международната асоциация на лекоатлетическите федерации променя правилата си, като позволява на хора с нейното състояние да се състезават в бягането на 400, 800 и 1500 метра само с медикаментозно понижаване на нивата на тестостерон, решение, което Семеня обжалва неуспешно в редица съдилища.